# Беселова функција
Беселове функције, које је први дефинисао математичар Данијел Бернули и генерализовао Фридрих Бесел, су канонска решења y(x) Беселове диференцијалне једначине:
{\displaystyle x^{2}{\frac {d^{2}y}{dx^{2}}}+x{\frac {dy}{dx}}+(x^{2}-\alpha ^{2})y=0}
за произвољан реалан или комплексан број α (представља „ред“ Беселове функције). Најинтересантније су оне Беселове функције за које је α цео број n.
Иако α и −α дају исту диференцијалну једначину, уобичајена је пракса да се дефинишу различите Беселове функције за ова два реда. Беселове функције су још познате под именима „цилиндричне функције“ или „цилиндрични хармоници“, јер их налазимо у решењу Лапласове једначине у цилиндричним координатама.

## Дефиниција
С обзиром да је у питању диференцијална једначина другог реда, она мора имати два линеарно независна решења. Зависно од околности, ова решења се исказују на различите начине, што је изложено у даљем тексту. 

### Беселове функције прве врсте:α
Беселове функције прве врсте, које се означавају са {\displaystyle J_{\alpha }(x)}, су решења Беселове диференцијалне једначине која су коначна у координтном почетку ({\displaystyle x=0}) за ненегативне целобројне вредности {\displaystyle \alpha }, док су бесконачна када {\displaystyle x} тежи нули за негативне не-целобројне вредности {\displaystyle \alpha }. Тип решења (нпр. целобројна или не-целобројна) и нормализација {\displaystyle J_{\alpha }(x)} су дефинисани особинама Беселове функције. Могуће је дефинисати функцију преко њеног развоја у Тејлоров ред у близини тачке {\displaystyle x=0}:
{\displaystyle J_{\alpha }(x)=\sum _{m=0}^{\infty }{\frac {(-1)^{m}}{m!\Gamma (m+\alpha +1)}}{\left({\frac {x}{2}}\right)}^{2m+\alpha }}
где је {\displaystyle \Gamma (z)} гама функција, генерализација факторијела на скуп реалних бројева. Графици Беселових функција изгледају слично синусоидама које опадају у интензитету пропорционално 1/√x, иако њихова решења у принципу нису периодична, осим асимптотски за велике вредности x. 
За α које није цео број, функције {\displaystyle J_{\alpha }(x)} и {\displaystyle J_{-\alpha }(x)} су независне, и стога представљају два решења диференцијалне једначине. С друге стране, за целобројне редове {\displaystyle \alpha } важи (приметите да гама функција постаје бесконачна за аргументе који су негативни цели бројеви):
{\displaystyle J_{-n}(x)=(-1)^{n}J_{n}(x).\,}
То значи да решења нису више независна. У овом случају друго линеарно независно решење је Беселова функција друге врсте.

#### Беселови интеграли
Алтернативну дефиницију Беселове функције, за целобројне вредности {\displaystyle n}, могуће је изразити у облику интеграла:
{\displaystyle J_{n}(x)={\frac {1}{\pi }}\int _{0}^{\pi }\cos(n\tau -x\sin \tau )\,\mathrm {d} \tau .}
Овај приступ је користио и сам Бесел, и из ове дефиниције је извео неке особине функције. Дефиниција се може уопштити на било коју реалну вредност реда додавањем новог члана
{\displaystyle J_{\alpha }(x)={\frac {1}{\pi }}\int _{0}^{\pi }\cos(\alpha \tau -x\sin \tau )d\tau -{\frac {\sin(\alpha \pi )}{\pi }}\int _{0}^{\infty }e^{-x\sinh(t)-\alpha t}dt.}
Постоји и следећа целобројна дефиниција:
{\displaystyle J_{n}(x)={\frac {1}{2\pi }}\int _{-\pi }^{\pi }e^{-\mathrm {i} \,(n\tau -x\sin \tau )}\,\mathrm {d} \tau .}

### Беселове функције друге врсте:
Беселове функције друге врсте, које се означавају са , су решења Беселове диференцијалне једначине. Она имају сингуларитет (бесконачна су) у координатном почетку (x = 0).
 се понекад назива и Нојманова функција, која се означава са . За реални број α, одговарајућа функција  гласи:
{\displaystyle Y_{\alpha }(x)={\frac {J_{\alpha }(x)\cos(\alpha \pi )-J_{-\alpha }(x)}{\sin(\alpha \pi )}}.}
За целобројни ред n, функција се дефинише као лимес када α тежи ка n:
{\displaystyle Y_{n}(x)=\lim _{\alpha \to n}Y_{\alpha }(x)}
Резултат у целобројном облику гласи:
{\displaystyle Y_{n}(x)={\frac {1}{\pi }}\int _{0}^{\pi }\sin(x\sin \theta -n\theta )d\theta -{\frac {1}{\pi }}\int _{0}^{\infty }\left[e^{nt}+(-1)^{n}e^{-nt}\right]e^{-x\sinh t}dt.}
За реално α, дефиниција  је беспотребна (што се види из дефиниције). Насупрот томе, када је α цео број,  је друго линеарно независно решење Беселове једначине. Штавише, слично функцијама прве врсте, важи следећа једнакост:
{\displaystyle Y_{-n}(x)=(-1)^{n}Y_{n}(x).\,}